# 原節子
原節子（1920年6月17日—2015年9月5日），本名會田昌江，生於日本神奈川縣橫濱市，女演員。有映畫「四大女優」之稱（另三位是田中绢代、高峰秀子和山田五十铃）。

## 生平
原节子幼年時的志願是成為一名老師，1935年為補貼家計，經作為導演的姐夫熊谷久虎介紹，退學從影，處女作為1935年的《年輕人啊別猶豫不決》。1936年得德國導演阿诺德·芬克賞識，主演日本和德國合作拍攝的《新乐土》（英文片名「武士的女儿」）。本片在柏林上映時，原节子曾作为日本親善大使赴柏林访问，並与當時纳粹德国宣传部部长约瑟夫·戈培尔会面。回國後，在二战期间，原节子曾参与过以日本军国主义和大东亚共荣为主题的电影。
二次大戰後，原節子真正邁向電影事業的巔峰，1946年主演黑澤明名作《我於青春無悔》，飾演一名京大事件人士的妻子，為丈夫的理想承受旁人的異樣眼光而無怨無悔，最終能光明面對人生。原節子成功地塑造了堅強、獨立、自主、有主見的女性形象，也使其成為日本戰後新女性的理想代表。
1949年，原節子參與小津安二郎《晚春》一片的演出，扮演一位與父親相依為命，到了適婚年齡仍陪在父親身邊的女兒，此片不但成為小津電影日後廣受推崇的起點，也因而展開兩人長年為人稱道的合作關係。往後，原節子經常成為小津電影中的女性角色，永遠如此溫婉大方、善體人意，卻又不乏主見，無疑是小津電影中最令人難忘的女性，原節子終身未婚，也因此被譽為「永遠的女兒」、「永遠的貞女」、「永遠的聖女」......。
1962年，事業正如日中天的原節子在拍完稻垣浩執導的《忠臣藏》後，開始淡出影壇，隱居到小津安二郎電影多次出現的場景鎌倉，恢復本名深居簡出，不再過問電影界的事。1963年12月，小津安二郎因癌症逝世，原節子出席完小津家的告別儀式，此後沒再在傳媒前出現。
2015年9月5日，原節子因肺炎在神奈川縣的醫院內病逝，享年95歲；但逝世後兩個多月的11月25日，才對外公佈死訊。

## 重要作品
- 1936年：《河内山宗俊》（导演：山中贞雄）
- 1937年：《新乐土（日语：新しき土）》（导演：伊丹万作/阿诺德·芬克）
- 1938年：《巨人传》（导演：伊丹万作）
- 1939年：《上海陆战队》（导演：熊谷久虎）
- 1942年：《青春的气流》（导演：伏水修）
- 1942年：《夏威夷·马来大海战》（导演：山本嘉次郎）
- 1943年：《決戦の大空》（导演：渡边邦男）
- 1946年：《我于青春无悔》（导演：黑泽明）
- 1947年：《安城家的舞会》（导演：吉村公三郎）

- 1949年：《晚春》（导演：小津安二郎）
- 1949年：《青青山脈》（导演：今井正）
- 1951年：《饭》导演：成濑巳喜男
- 1951年：《白痴》（导演：黑泽明）
- 1951年：《麦秋》（导演：小津安二郎[5]）

電影《晚春》海報

- 1953年：《东京物语》（导演：小津安二郎）
- 1954年：《山之音（日语：山の音）》（导演：成濑巳喜男）
- 1957年：《东京暮色》（导演：小津安二郎）
- 1960年：《娘、妻、母》（导演：成濑巳喜男）
- 1960年：《秋日和》（导演：小津安二郎）
- 1961年：《小早川家之秋》（导演：小津安二郎）
- 1962年：《忠臣藏》（导演：稻垣浩）

照片集錦

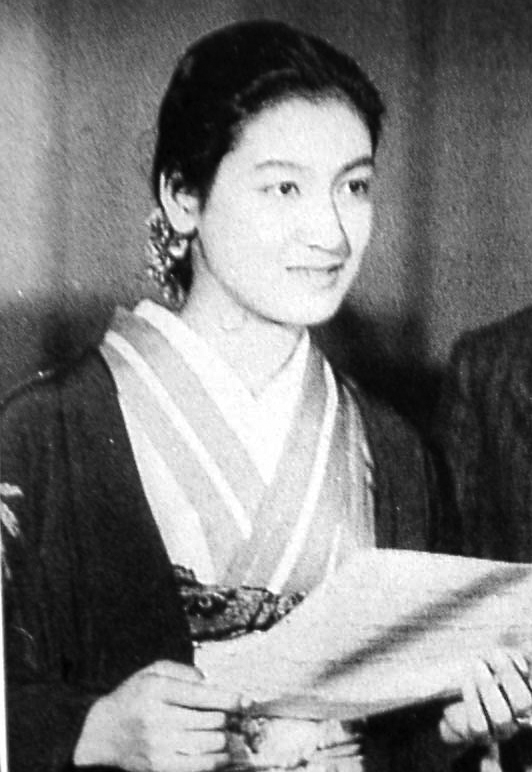
原節子（1936年）
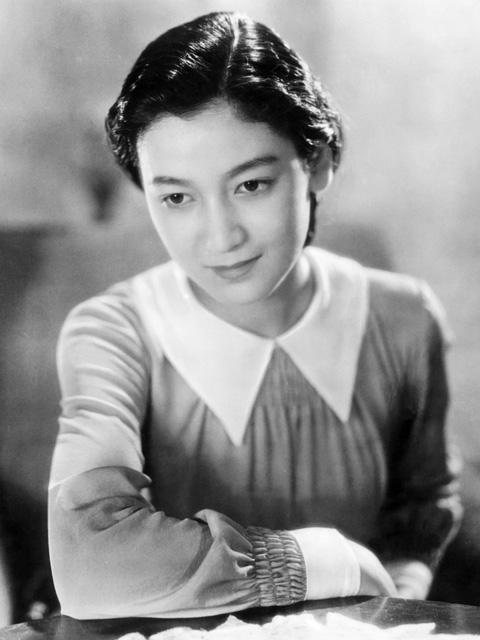
1937年《新樂土》
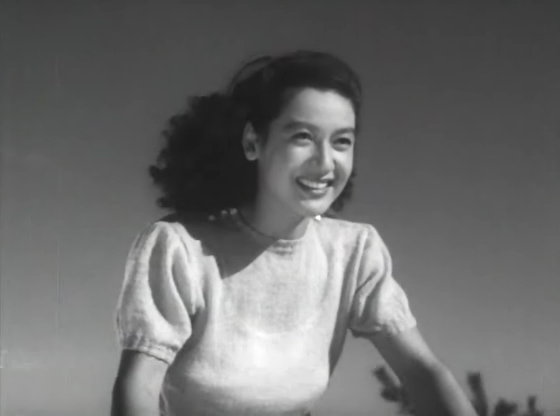
1949年《晚春》
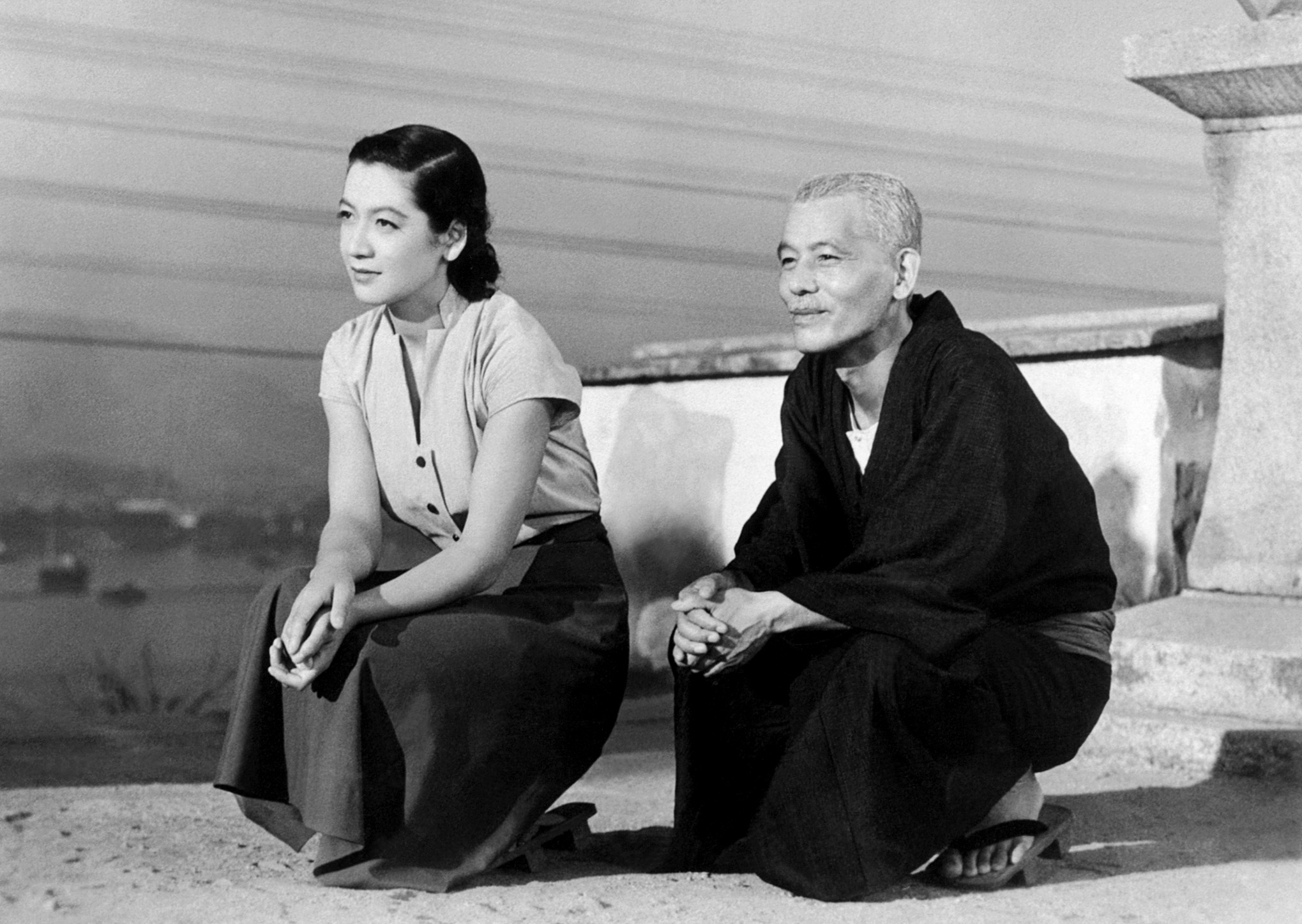
1953年《東京物語》